# David Sagno
Pour les articles homonymes, voir Sagno (homonymie).
David Sagno, né le 28 novembre 1974 à Dugny, est un criminel multirécidiviste français surnommé le « Tueur du Pont de Neuilly » ou l'« Assassin du Pont de Neuilly », lieu où il a tué deux femmes à quelques mois d'intervalle.
L'assassinat de Marie-Agnès Bedot, le 1er décembre 2001, sur le pont de Neuilly, conduit à l'arrestation de Marc Machin, âgé de 19 ans au moment des faits. Décrit comme un « coupable idéal », Machin est condamné à 18 ans de réclusion criminelle en 2004 et 2005.
Sagno a également tué, le 22 mai 2002, une autre femme sur le pont de Neuilly, Maria-Judite Araujo, alors que Marc Machin était en détention provisoire. Cet assassinat ne sera élucidé que six années après les faits.
Sagno se dénonce le 4 mars 2008, afin de soulager sa conscience et disculpe Marc Machin, qui est libéré le 7 octobre 2008, puis acquitté le 20 décembre 2012.
Placé en détention provisoire en mars 2008, David Sagno est condamné, le 23 février 2012, à 30 ans de réclusion criminelle assortis d'une période de sûreté de 20 ans.

## Biographie

### Jeunesse
David Sagno naît le 28 novembre 1974 à Dugny, dans une famille de neuf enfants. Né de manière prématurée, il est décrit comme étant un "enfant timide", et est souvent considéré comme « attardé ». Il assiste à des scènes de violence conjugale, voit sa mère battue par son père et ne trouve pas sa place à l'école.
En 1991, à l'âge de 16 ans, David Sagno devient alcoolique et perd tous ses emplois, malgré l'entraide de ses frères et sœurs puis devient rapidement un sans domicile fixe, du fait de ses licenciements sur tous ses postes.
En 1994, David Sagno effectue son service militaire dans la marine, jusqu'à ce que ce dernier s'achève, en 1995,.
Le 27 novembre 1995, à la veille de ses 21 ans, David Sagno poignarde une femme de 44 ans, à un arrêt de bus de Brest, à l'aide d'un couteau. Sagno se jette sur sa victime, armé de son couteau, mais cette dernière parvient à s'échapper. Sagno prend également la fuite, tandis que sa victime porte plainte au commissariat pour tentative de meurtre, en estimant que son agresseur a tenté de la tuer. Étant sans domicile fixe depuis la fin de son service militaire, Sagno passe la nuit à boire de l'alcool.
David Sagno se rend au commissariat, le 28 novembre 1995, afin de se dénoncer de l'agression au couteau, commise la veille. Durant sa garde à vue, Sagno insiste sur le fait qu'il n'avait aucune intention de tuer sa victime, en faisant part de son addiction à l'alcool, et déclare avoir voulu se protéger des représailles de sa victime lors de l'agression. Sagno est placé en détention provisoire pour violence avec arme,.
David Sagno comparaît en 1996 devant le Tribunal correctionnel pour les faits de violence avec arme qui lui sont reprochés. Sagno est condamné à deux ans de prison ferme pour ces faits. Il est libéré de prison en 1997.
Entre 1997 et 2001, David Sagno perd tous ses emplois et se voit contraint de dormir dans des parkings du quartier de La Défense à Neuilly-sur-Seine. Sagno ne supporte pas d'être un sans domicile fixe ni d'avoir une vie d'errance entrecoupée de séjour chez ses frères et sœurs. Incapable de nouer une véritable relation sentimentale avec des femmes, David Sagno fréquente des prostituées.
Sagno est hébergé dans un foyer du 29 au 30 novembre 2001, et parvient à dérober un couteau à pain. Il quitte par la suite le foyer et passe la nuit à dormir dans les sous-sols de La Défense à Neuilly-sur-Seine. Sagno a alors 27 ans.

### Les crimes de Neuilly-sur-Seine
David Sagno se réveille, le 1er décembre 2001, avec l'obsession de tuer quelqu'un. Il prend avec lui le couteau à pain qu'il a volé la veille puis se rend sur le Pont de Neuilly. Vers 7h30 du matin, Sagno aperçoit une femme de 45 ans, Marie-Agnès Bedot, puis se jette sur elle. Il la poignarde à l'aide de son couteau par deux fois dans le haut du thorax. Constatant que sa victime, qui s'est mise à tousser, est toujours en vie, Sagno décide de l'achever. Ensuite, il la viole puis prend la fuite en lui volant un CD de Johnny Rivers ainsi que quelques économies. Il jette par la suite le couteau dans une poubelle de la ville. Le corps sans vie de Marie-Agnès Bedot est retrouvé le matin même, sur le Pont de Neuilly, vers 10h du matin.
Le 2 décembre 2001, une infirmière, qui était passée sur les lieux du crime vers 7h35, affirme avoir vu « un jeune homme de type européen, les cheveux courts en arrière noirs ou bruns, portant notamment un blouson de cuir marron clair type aviateur avec un col en fourrure beige » d'après le signalement qu'elle donne aux policiers. Selon ses propos, ce dernier lui aurait proposé de lui « sucer la chatte ». La diffusion de son témoignage dans tous les commissariats de la région parisienne donne vite des résultats : un policier de Suresnes se rappelle une phrase similaire prononcée dans une affaire d'agression sexuelle commise dans le hall d'un immeuble en mars 2000 par un jeune homme nommé Marc Machin, qui a « déjà un casier judiciaire chargé : vols en réunion, violences, dégradation de bien public et deux agressions sexuelles » et qui « mène une vie dissolue, sans horaires fixes comme ses deux copains, embrumée par l'alcool et le cannabis ».
Les policiers se rendent au domicile de Marc Machin, le 13 décembre 2001, et y découvrent un blouson de cuir marron avec un col doublé de fourrure synthétique. Marc Machin est arrêté et conduit au 36 quai des Orfèvres afin de subir un interrogatoire sur le meurtre de Marie-Agnès Bedot. Placé en garde à vue, Machin affirme avoir deux témoins qui peuvent lui fournir un alibi pour la nuit du crime, mais ses deux amis, marginaux comme lui, se montrent incapables de confirmer ses dires. De plus l'infirmière l'identifie de « façon quasi-formelle » alors qu'il pose seul et revêtu du fameux blouson, derrière une vitre sans tain. Machin se retrouve face à Jean-Claude Mulès, un policier très réputé, expert des aveux. Afin d'obtenir des aveux du gardé à vue, Mulès parle avec Machin de son enfance. Devinant que Machin a été victime d’abus sexuels, Mulès lui promet une détention de 5 ans de prison et Marc Machin passe aux aveux, bien qu'il soit incapable de décrire correctement le meurtre. Machin renouvelle ses aveux, face au juge d’instruction, afin d'arrêter l'interrogatoire. Il déclarera par la suite qu'il a dit au policier ce que celui-ci voulait entendre. Une fois placé en détention provisoire à la maison d'arrêt de Nanterre, Marc Machin se reprend et affirme être innocent, en expliquant au juge d'instruction comment s'est déroulée sa garde à vue et les pressions exercées sur lui.
En février 2002, Sagno commet des faits de dégradations tout en continuant d'être un sans domicile fixe. Il est également loin de se douter que Marc Machin vient d'être placé en détention à sa place. Libre, Sagno cherche à être incarcéré pour avoir de quoi « manger », « vivre » et « dormir ». L'enquête sur le meurtre de Mme Bedot est alors close avec un suspect faisant office de « coupable idéal ».
David Sagno se réveille, le 22 mai 2002, en ayant de nouveau l'obsession de tuer quelqu'un. Il se rend sur le Pont de Neuilly et aborde une femme, Maria-Judite Araujo, âgée de 48 ans. Sagno se jette sur elle, après avoir vu son parapluie noir, puis la frappe la tête à l'aide d'un tesson de bouteille. Ensuite, Sagno la viole puis quitte les lieux, alors que Mme Araujo agonise avant de mourir quelques secondes plus tard. Le corps sans vie de Maria-Judite Araujo est découvert le jour même, tout comme le corps de Mme Bedot quelques mois plus tôt. Bien que les similitudes entre les meurtres de Marie-Agnès Bedot et Maria-Judite Araujo soient troublantes, le juge d'instruction refuse de joindre les deux dossiers, du fait que l'arme du crime ne soit pas la même dans les deux affaires. De plus, le premier meurtre a déjà un auteur présumé , Marc Machin, qui est en prison lors du second meurtre. Les vêtements de Marie-Agnès Bedot (la première victime) sont cependant examinés, en vue d'une expertise ADN.
En juillet 2002, les résultats du test ADN démontrent que l'ADN retrouvé n'est pas celui de Marc Machin, sur les lieux du crime et le corps de Marie-Agnès Bedot. Cependant, le témoignage de l'infirmière, sept mois plus tôt, ne joue pas en sa faveur. De plus, le fait que Machin soit connu en tant que délinquant sexuel renforce son image de « coupable idéal ». Marc Machin reste donc en prison. En revanche, les scellés du second cadavre demeurent inexploités, malgré les demandes répétées des proches de Marc Machin, qui croient en son innocence.
En octobre 2002, Sagno aborde une femme de 47 ans dans un parking de Neuilly-sur-Seine. Sagno se jette sur elle puis se livre à des attouchements. Laissée vivante, la victime porte plainte et permet d'arrêter David Sagno. Placé en garde à vue, ce dernier avoue l'agression sexuelle ainsi que des faits de vandalisme commis quelques mois plus tôt. Sagno est placé détention provisoire et son ADN est prélevé puis enregistré au Fichier national automatisé des empreintes génétiques. Le prélèvement ADN de Sagno ne permet toutefois aucune incrimination contre lui vis-à-vis de ses meurtres du Pont de Neuilly, du fait que le premier ait un « coupable idéal » et que le second soit inexploité.
David Sagno comparaît en décembre 2002, devant le Tribunal correctionnel, pour agression sexuelle et dégradations. Il est alors âgé de 28 ans. Sagno est condamné à treize mois de prison ferme.
Sagno est libéré en 2003 puis hébergé par l'une de ses sœurs qui le décrit comme étant un « zombie ». Il souhaite alors d'abandonner sa vie criminelle et de se ranger des faits d'agressions sexuelles.
Entre-temps, le 9 septembre 2004, Marc Machin est condamné à 18 ans de réclusion criminelle pour le meurtre de Marie-Agnès Bedot. Sa peine est alourdie en appel, le 30 novembre 2005 : 18 ans de réclusion criminelle, assortis d'une période de sûreté de 12 ans. Marc Machin forme ensuite un pourvoi en cassation, mais ce dernier est rejeté.
David Sagno est de nouveau arrêté en août 2005, pour avoir tenté d'étrangler une prostituée de 62 ans. Sagno est placé en détention provisoire, à la Maison d'arrêt de Nanterre. Il est incarcéré pendant trois mois dans la même prison que Marc Machin, avant que ce dernier ne soit transféré à la Prison de Rouen, en novembre 2005. Sagno, quant-à-lui, est soigné en prison par des experts psychiatres, car des délires paranoïaques lui sont diagnostiqués, susceptibles d'altérer son discernement.
Sagno comparaît en 2006 devant le Tribunal correctionnel pour agression avec violence et est condamné à 3 ans de prison ferme.
Sagno purge sa peine à la Prison de Nanterre lorsque, le 19 janvier 2008, il assiste à une Messe, dont le sermon le marque profondément. Elle éveille sa conscience au fait qu'il demeure impuni de ses deux assassinats mais il demeure toutefois effrayé par le fait de se dénoncer.
David Sagno est libéré le 22 février 2008, après avoir purgé deux ans et demi de détention. Sagno est libre, mais redevient un sans domicile fixe, du fait que sa sœur a refusé de lui pardonner son dernier crime. Sagno a également conscience du le fait qu'il puisse recommencer à tuer sans pouvoir se canaliser. Il hésite puis décide finalement de se dénoncer dix jours après sa libération.

### Auto-dénonciation et mises en examen
Dans la nuit du 3 au 4 mars 2008, David Sagno, alors âgé de 33 ans, entre dans le commissariat de La Défense et vient se constituer prisonnier en s'accusant des deux meurtres pour soulager sa conscience. Il fait des aveux circonstanciés en donnant des détails précis aux policiers qui l'entendent, même si certains éléments de ses déclarations et son comportement froid et détaché par rapport à l'horreur de son récit questionnent un peu les enquêteurs sur son discernement et son état de santé mentale. Ils se demandent si Sagno n'a pas pu entendre tous les détails qu'il donne des meurtres par l'intermédiaire de la presse, ou s'il n'a pas pu parler avec Machin étant donné que les deux hommes ont fréquenté le même établissement pénitentiaire.
David Sagno est mis en examen, le 6 mars 2008, pour l'assassinat et le viol de Maria-Judite Araujo. Il est placé en détention provisoire. La procédure continue toutefois car Sagno s'accuse également l'auteur du meurtre de Marie-Agnès Bedot, alors que Marc Machin purge déjà une peine de 18 ans de réclusion criminelle pour ces faits. L'ADN de David Sagno est alors prélevé sur les scellés de Maria-Judite Araujo et de Marie-Agnès Bedot et correspond à celui retrouvé sur les corps des deux victimes.
Sagno et Machin sont extrait de leur prison, le 25 mars 2008, dans le cadre d'une confrontation entre les deux détenus. Nerveux, Sagno manifeste quelques hésitations et admet ne pas connaître Machin. Sagno déclare avoir commis ses crimes seul en allant même jusqu'à demander pardon à Marc Machin de l'avoir laissé se faire condamner à sa place. Au terme de cette confrontation, Sagno est mis en examen pour l'assassinat et le viol de Marie-Agnès Bedot et regagne sa cellule de prison en détention provisoire.
Le 28 mars 2008, Rachida Dati, garde des sceaux, saisit la commission de révision des condamnations pénales et, le 7 octobre 2008, Marc Machin est libéré de prison, après près de 7 ans de détention à tort.
Inculpé d'assassinats, Sagno est examiné par des experts psychiatres pendant sa détention. Ceux-ci estiment que, même si ses facultés ont pu être altérées pendant ces actes odieux, David Sagno est accessible à une sanction pénale.
La condamnation de Marc Machin est annulée par la Cour de révision, le 13 avril 2010.
David Sagno est renvoyé, en octobre 2010, devant la Cour d'assises des Hauts-de-Seine. Sagno passe quatre ans en détention préventive, avant d'être jugé pour assassinats, de viols et de vol.

### Procès et condamnation
David Sagno comparaît le 20 février 2012, devant la Cour d'assises des Hauts-de-Seine, pour les assassinats accompagnés de viol commis à l'encontre de Marie-Agnès Bedot et de Maria-Judite Araujo. Sagno est désormais âgé de 37 ans et encourt la prison à perpétuité et jusqu'à une période de sûreté maximale de 22 ans.
Lors du procès de Sagno, Marc Machin est présent et témoigne de son innocence afin que cette dernière lui soit « enfin » reconnue. Machin est toutefois heureux que Sagno ait fini par se dénoncer afin de « soulager sa conscience » ; ce qui a permis sa libération.
L'avocat de David Sagno, Me Bérenger Tourné, plaide la « démence » de son client, espérant ainsi obtenir une peine moins sévère que la perpétuité, tout en insistant sur le fait que le procès n'est pas seulement celui de Sagno, mais également celui d'une « réparation » pour Marc Machin. Me Tourné déclare également que, en condamnant David Sagno, la Cour reconnaîtra l'innocence de Machin, quelle que soit la peine.
Le 23 février 2012, David Sagno est reconnu coupable des deux assassinats de Marie-Agnès Bedot et de Maria-Judith Araujo. Sagno bénéficie toutefois de circonstances atténuantes et est condamné à 30 ans de réclusion criminelle assortis d'une période de sûreté de 20 ans.

### Vie en prison
En prison, David Sagno suit un traitement médicamenteux pour soigner les troubles psychiatriques qui lui sont diagnostiqués.
Stabilisé et contenu entre les murs de la prison, Sagno est un détenu exemplaire. Lecteur assidu d'Agatha Christie ou de Stephen King, il écrit lui-même des nouvelles policières et de science-fiction.
Détenu depuis mars 2008, Sagno sera éligible à une libération conditionnelle à compter de mars 2028.

## Suite
Le 20 décembre 2012, Marc Machin est acquitté devant la Cour d'assises de Paris.
La cour d'appel examine le 16 juin 2014 sa demande de dommages de 2 millions d'euros faite à l’État pour les 2 126 jours passés derrière les barreaux. Il obtient, en 2014, 663 320 € d'indemnisation, l'une des plus fortes sommes jamais octroyée pour une erreur judiciaire.
Machin dilapidera cet argent en quelques années et se retrouvera en prison à plusieurs reprises.

## Documentaires télévisés
- « Marc Machin, les meurtres du pont de Neuilly » le 22 septembre 2013 dans Faites entrer l'accusé présenté par Frédérique Lantieri sur France 2.
- « Psychose sur le pont de Neuilly » (premier reportage) dans « ... en Ile-de-France » le 14, 21 et 29 octobre 2013, 3, 10 et 18 août 2015 dans Crimes sur NRJ 12.
- « Affaire Marc Machin : les meurtres du pont de Neuilly » (premier reportage) le 15, 22 et 30 novembre 2014, 22 juillet et 16 août 2015 et 30 avril 2016 dans Chroniques criminelles sur NT1.
- « Spéciale erreurs judiciaires » (premier reportage) dans l'émission Présumé Innocent sur D8